# Dřín kanadský
Dřín kanadský (Cornus canadensis) je bylina s podzemním plazivým oddenkem a nápadnými listeny podpírajícími květenství. Vyskytuje se v chladnějších oblastech Asie a Severní Ameriky a je občas pěstována i v České republice.

## Synonyma
svída kanadská, dříneček kanadský, Chamaepericlymenum canadense, Cornella canadensis

## Charakteristika
Dřín kanadský je 10 až 20 cm vysoká bylina s podzemním plazivým a poněkud dřevnatějícím oddenkem. Rostliny se rozrůstají v polštářovitý porost. Lodyha je tenká a nevětvená. Listy jsou vstřícně postavené, vzhledem ke zkráceným lodyžním článkům však tvoří pravidelně uspořádaný nepravý přeslen. Listy jsou celokrajné, se 2 až 3 páry postranních žilek. čepel listů je 3,5 až 5 cm dlouhá a 1,5 až 2,5 cm široká, opakvejčitá. Květy jsou uspořádány ve vrcholovém složeném vrcholíku, podepřeném až 1,2 cm dlouhými bílými listeny. Květy jsou drobné, asi 2 mm v průměru. Plodem jsou červené kulovité asi 5 mm velké peckovice.
Druh se vyskytuje v Severní Americe, Japonsku, Koreji, Barmě, na ruském Dálném východě a v Číně.

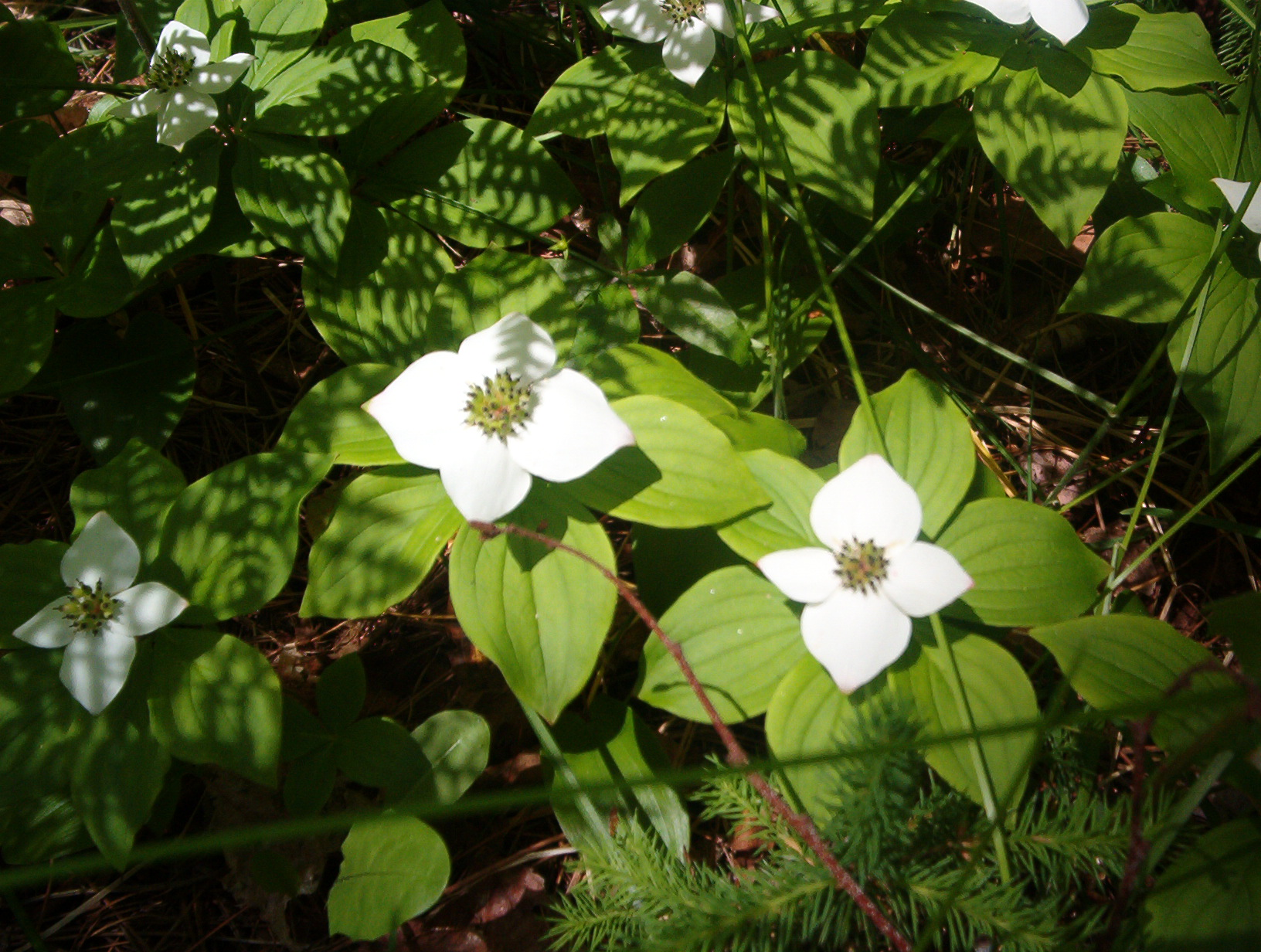
Kvetoucí rostliny
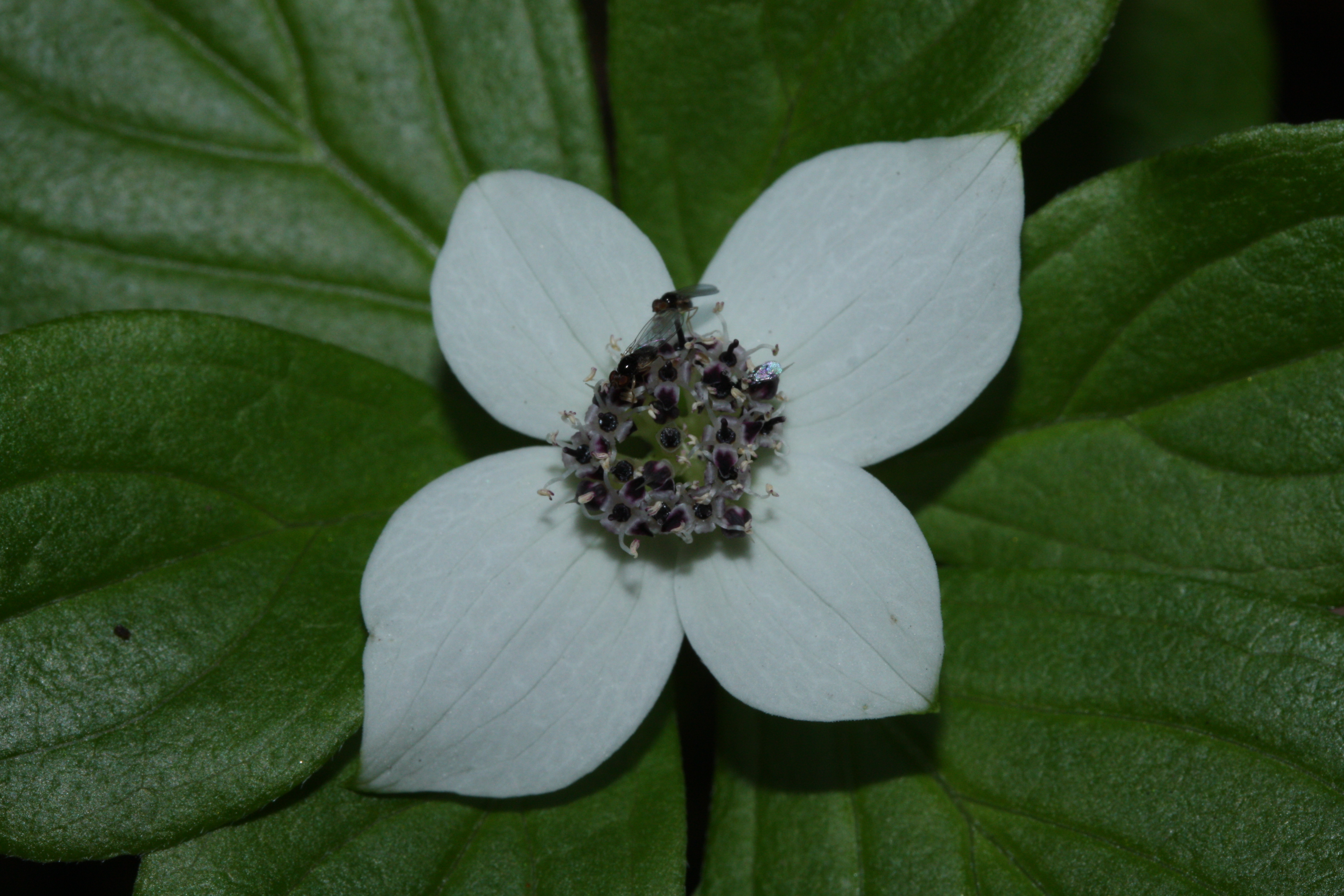
Květenství
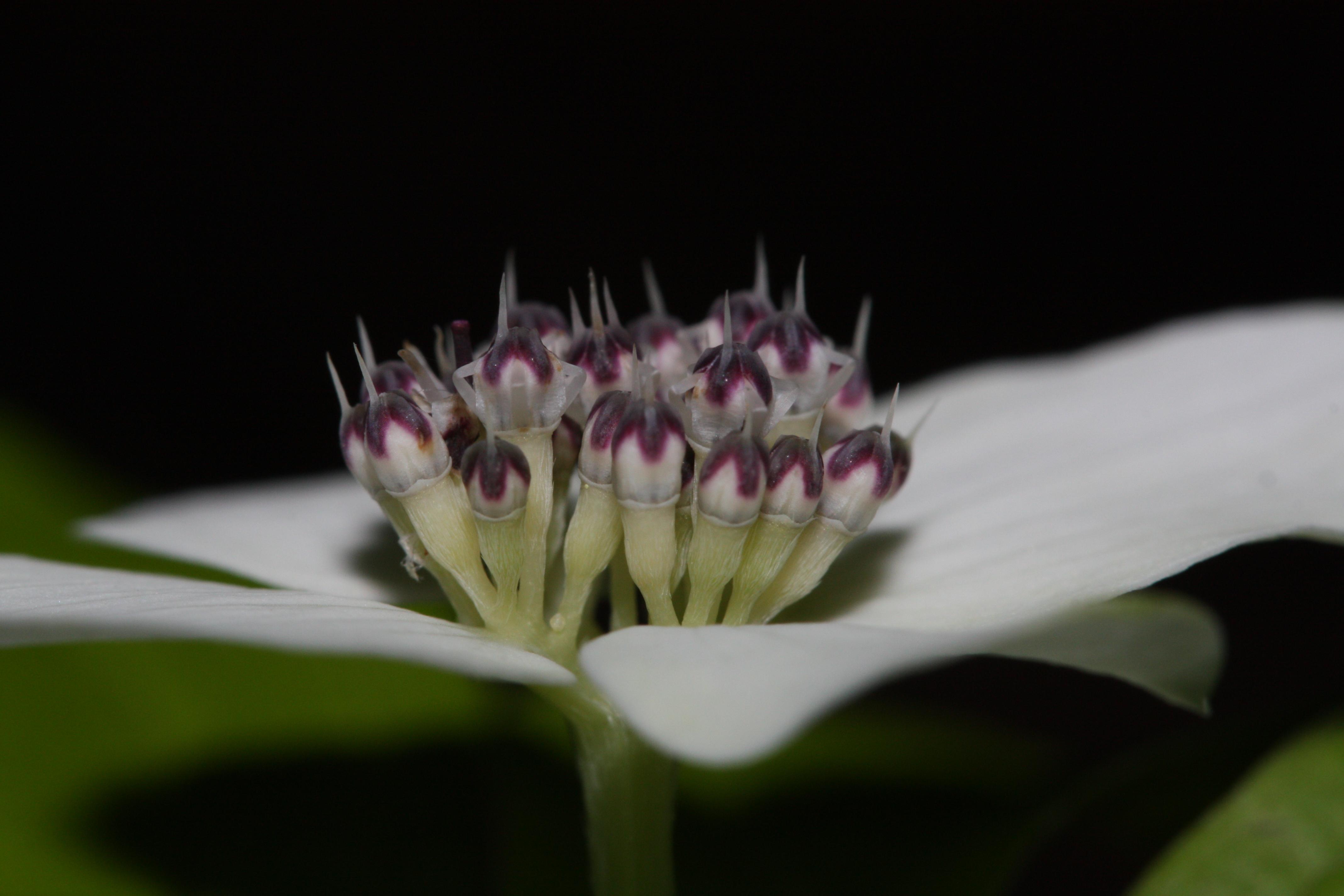
Detail květenství
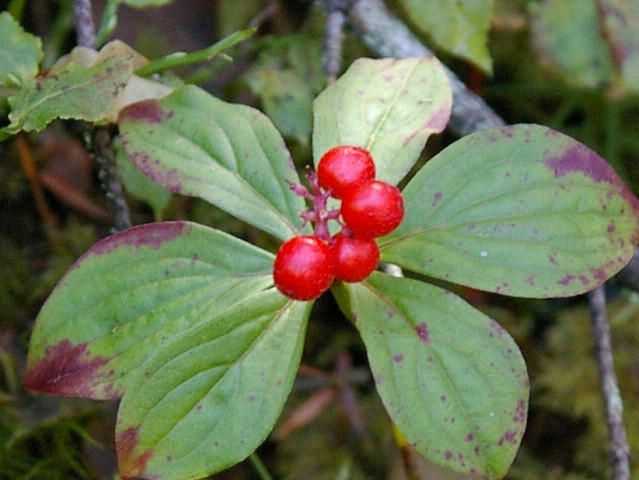
Rostlina se zralými plody

## Taxonomie
Občas je pro dřín kanadský používán český název svída kanadská, který ovšem nemá oporu v taxonomii (viz heslo Dřín).

## Využití
Dřín kanadský je využitelný jako zajímavá půdopokryvná bylina na vlhčí a stinná stanoviště. V našich podmínkách je plně mrazuvzdorný.